# Василий Березуцки
Василий Владимирович Березуцски е бивш руски футболист, играещ като защитник.
Най-известен като футболист на ЦСКА Москва, където играе дълги години заедно със своя близнак – Алексей (също защитник). Заслужил майстор на спорта от 2005 година. Има 101 мача за националния отбор на Русия, като е капитан на тима на Евро 2016.

## Клубна кариера
Като юноша Василий тренира заедно с брат си Алексей във футболната школа Смена. По-късно близнаците преминават в Торпедо (Москва). Двамата започват професионалната си кариера в Торпедо-ЗИЛ в Първа лига. Вася успява да се наложи в състава, за разлика от брат си, който в началото на 2001 преминава във ФК Черноморец (Новороссийск). През 2002 играчът е закупен от ЦСКА Москва, където вече половин сезон играе и Алексей. Березутски дълго не играе поради травма на коляното и чак на 17 юли 2002 година дебютира в мач срещу Криля Советов. През юни 2003 дебютира в националния отбор на Русия, но след уволнението на Валери Газаев престават да го викат. Вася успява да се наложи в „Сборная“ при холандския спец Гуус Хидинк. Също така от десен бек е преквалифициран в централен защитник. С идването на Сергей Игнашевич в ЦСКА двамата създават здрав тандем, който е в основата на успехите на „армейците“ – 2 титли, 2 купи на Русия и купа на УЕФА само за два сезона (2005, 2006). През 2008 участва на европейското първенство, но там по-често е резерва на Игнашевич и Денис Колодин.
На 27 ноември 2011 излиза с капитанската лента на ЦСКА в мач срещу Анжи. На 7 декември 2011 Василий вкарва гол на Интер, с който осигурява победата на ЦСКА с 2:1 и класирането на отбора за 1/8 финал. През 2012 преди мача с Анжи, Вася получава травма и отсъства до края на сезона. Също така пропуска и Евро 2012. През 2014 г. е избран за капитан на Русия на световното първенство по футбол. Участва на Евро 2016, където вкарва изравнителен гол в мача с Англия и донася единствената точка на „Сборная“ в турнира. През 2017 г. слага край на кариерата си в националния отбор.

## Статистика
| Турнир             | Мачове | Голове | ЖК | ЧК |
| ------------------ | ------ | ------ | -- | -- |
| Шампионат          | 224    | 6      | 36 | 2  |
| Купа на Русия      | 32     | 0      | 3  | 1  |
| Суперкупа на Русия | 6      | 0      | 2  | 0  |
| Евротурнири        | 72     | 4      | 8  | 0  |
| Общо               | 335    | 10     | 49 | 3  |